# Lista de extremos do Maranhão
Esta é a lista dos extremos do Maranhão, sendo os mesmos de caráter geográfico e demográfico.

## Geográfico

### Pontos extremos
- Norte: Carutapera, na foz do rio Gurupi [1]
- Sul: Divisa Meridional entre Alto Parnaíba e Mateiros (TO), na Chapada das Mangabeiras [1]
- Leste: Convexidade mais oriental do rio Parnaíba, em Araioses [1]
- Oeste: Confluência entre os rios Tocantins e Araguaia, em São Pedro da Água Branca [1]

### Altitude
Chapada das Mangabeiras: 804 metros.

## Demográficos
Município mais populoso: São Luís, com 1.108.075 (2020)
Município menos populoso: Junco do Maranhão, com 4.392 habitantes (2020)